# Voo TAROM 371
O voo 371 da TAROM (RO371 / ROT371) foi um voo internacional regular de passageiros a partir do Aeroporto Internacional Otopeni, em Bucareste, Romênia, para o Aeroporto de Bruxelas em Bruxelas, Bélgica. A rota foi operada pela TAROM, a companhia aérea nacional romena. Em 31 de março de 1995, o Airbus A310-324, registrado como YR-LCC, mergulhou com o nariz para baixo após a decolagem e caiu perto de Balotești, na Romênia. Todas as 60 pessoas a bordo morreram no acidente.
A investigação do acidente revelou que o auto-throttle (acelerador automático das manetes) com defeito reduziu o motor esquerdo para marcha lenta durante a subida. Enquanto isso acontecia, o capitão ficou incapacitado, deixando o primeiro oficial sobrecarregado e incapaz de responder adequadamente à falha. O acidente foi o mais mortal da história da Romênia e também da TAROM.

## Aeronave

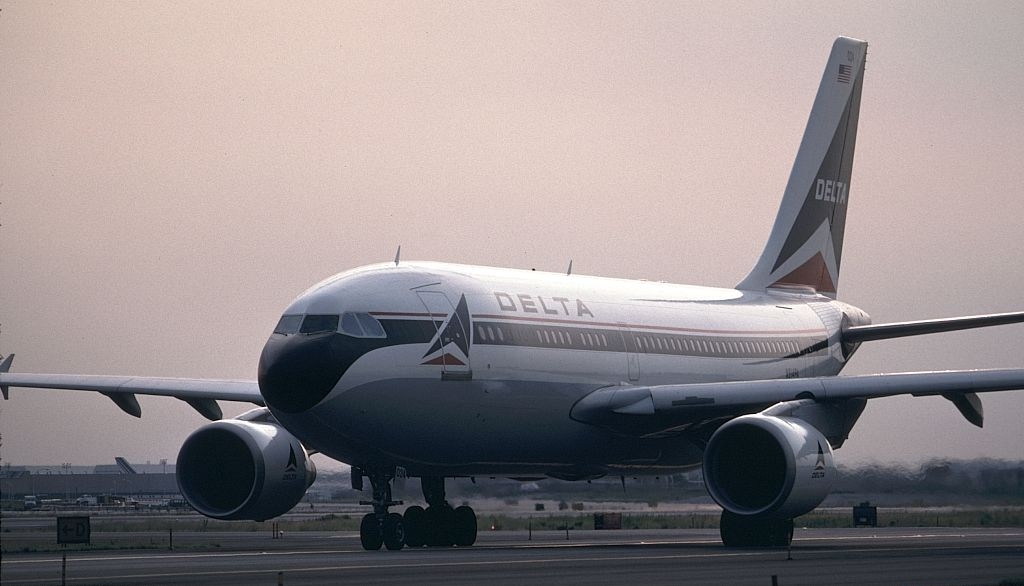
A aeronave acidentada ainda em operação na Delta Air Lines

A aeronave envolvida na queda era um Airbus A310-324 registrado como YR-LCC e batizado de Muntenia em homenagem a uma das regiões históricas da Romênia. O número de série do fabricante (MSN) era 450, e fez seu primeiro voo em 1987. Foi entregue à Pan American World Airways em agosto do mesmo ano, registrada como N814PA e denominada Clipper Liberty Bell. Após a falência da Pan Am em 1991, a aeronave foi transferida para a Delta Air Lines com o mesmo registro. A TAROM comprou a aeronave e a recebeu em abril de 1994, quando foi registrada novamente como YR-LCC. Foi alimentado por dois motores Pratt & Whitney PW4152 e registrou 31.092 horas de voo e 6.216 ciclos de decolagem e pouso. Seu certificado de aero navegabilidade foi emitido em 13 de abril de 1994.

## Passageiros e tripulação
A aeronave transportava 49 passageiros e 11 tripulantes. Dos passageiros, 32 eram da Bélgica, 9 da Romênia, três dos Estados Unidos, dois da Espanha, um da França, um da Tailândia e um dos Países Baixos.
| País           | Passageiros | Tripulantes | Total |
| -------------- | ----------- | ----------- | ----- |
| Bélgica        | 32          | 0           | 32    |
| Roménia        | 9           | 11          | 20    |
| Estados Unidos | 3           | 0           | 3     |
| Espanha        | 2           | 0           | 2     |
| França         | 1           | 0           | 1     |
| Países Baixos  | 1           | 0           | 1     |
| Tailândia      | 1           | 0           | 1     |
| Total          | 49          | 11          | 60    |

O capitão do voo era Liviu Bătănoiu, de 48 anos. Ele teve um total de 14.312 horas de voo, sendo 1.735 no Airbus A310. Ele se formou na Escola de Aviação Militar Aurel Vlaicu em 1969. Antes do voo para Bruxelas, ele foi designado para o voo Bucareste - Tel Aviv. O último treinamento desse tipo foi em 12 de novembro de 1994, nas instalações da Swissair em Zurique, Suíça.
O primeiro oficial era Ionel Stoi, de 51 anos. Ele tinha um total de 8.988 horas de voo, sendo 650 no Airbus A310. Ele se formou na Escola de Aviação Militar Aurel Vlaicu em 1968. Antes do voo para Bruxelas, ele foi designado para o voo Chicago - Shannon. O último treinamento em simulador desse tipo foi em 21 de setembro de 1994, realizado nas instalações da Swissair em Zurique, Suíça.

## Voo e acidente
O voo 371 da TAROM decolou às 09:06:44 horário local (06:06:44 UTC) da pista 08R, com o primeiro oficial Stoi como piloto. A tripulação sabia sobre uma anomalia preexistente com as alavancas de empuxo, com o capitão Bătănoiu afirmando que ele protegeria as manetes durante a escalada. Stoi então pediu a Bătănoiu para retrair os flaps e slats. Bătănoiu retraiu as abas, mas não conseguiu retrair os aerofólios. Percebendo isso, Stoi perguntou a seu capitão o que estava errado. Bătănoiu disse a Stoi que se sentiu mal, depois ficou em silêncio, aparentemente tendo perdido a consciência. Enquanto isso acontecia, o motor esquerdo do avião voltou a ficar ocioso, resultando em empuxo assimétrico enquanto o motor direito permanecia com potência de subida. A velocidade da aeronave começou a diminuir e a aeronave inclinou-se para a esquerda. Preocupado em tentar acordar Bătănoiu, Stoi não percebeu o rápido aumento do giro para a esquerda. A cobertura de nuvens impediu que Stoi percebesse visualmente o rolo.
Às 09:08:18 horário local, a assimetria de empuxo do motor atingiu seu valor máximo de 0,42 e a aeronave estava inclinando fortemente para a esquerda em um ângulo de 45,09 graus. O Flight Data Recorder registrou uma tentativa de ativar o piloto automático. Então, uma redução contínua de empuxo no motor no. 2 foi gravado. O primeiro oficial então desligou o piloto automático e a aeronave começou a perder altitude rapidamente. O voo 371 começou a mergulhar no solo. A aeronave rodou enquanto sua velocidade no ar continuava a aumentar. O primeiro oficial Stoi então gritou "Aquele falhou!". Na época, a aeronave estava mergulhando de nariz com um ângulo de inclinação de -61,5 graus. A aeronave caiu no solo às 09:08:34 perto de Balotesti com uma velocidade de 324 nós (600 km/h; 373 mph).
A Torre de Bucareste então tentou freneticamente entrar em contato com o voo 371, mas sem sucesso. O controle de tráfego aéreo do aeroporto bucarestino pediu a outra aeronave voando nas proximidades para entrar em contato com o voo 371, enquanto solicitou que o despachante da TAROM contatasse o voo 371 também. Depois de confirmar que o voo 371 havia perdido todo o contato, a Torre de Bucareste emitiu um DETRESFA no voo. Equipes de busca e resgate foram montadas pelas autoridades e mais tarde encontraram o local do acidente. A aeronave foi pulverizada com o impacto. O impacto deixou uma cratera de 6 metros (20 pés) de profundidade no campo. Nenhum sobrevivente foi encontrado. Todas as 60 pessoas a bordo morreram instantaneamente com o impacto.

## Investigação
Os investigadores descobriram que havia um problema com o sistema de aceleração automática (ATS), que controla a aceleração dos motores das aeronaves. Durante a análise no diário de bordo do aparelho acidentado, eles descobriram que durante a subida da aeronave após a decolagem, o motor nº 1 tinha a tendência de voltar à marcha lenta ao trocar de potência de decolagem para potência de subida. O motivo era desconhecido. Após a manutenção realizada pela equipe de solo, o mau funcionamento não ocorreu novamente até 16 de março de 1995. No entanto, a equipe de solo alertou sobre a possível recorrência do mau funcionamento. A partir do registro da história da aeronave obtido da FAA, avaria semelhante foi relatada quando o A310 foi operado pela Delta Air Lines. A companhia aérea americana executou as mesmas ações que a TAROM fez.
A Airbus estava ciente do mau funcionamento do sistema de aceleração automática (ATS). Este defeito pode causar o travamento de ambos os aceleradores e a desconexão do ATS, ou um acelerador movendo-se para marcha lenta enquanto o outro permanece acima da potência de subida, sem a desconexão do ATS. Os investigadores afirmaram que a causa mais provável deste mau funcionamento foi devido ao atrito excessivo nas ligações cinemáticas entre o acelerador e as unidades de acoplamento ATS. No momento do acidente, o Manual de Operação da Tripulação de Voo (FCOM) emitido pela fabricante do avião não incluía os procedimentos para lidar com a anomalia. No entanto, o FCOM emitido pela TAROM e Swissair incluía esses procedimentos.

## Memorial
Um monumento dedicado à memória dos que morreram na queda do avião está situado nas proximidades do local do acidente. (Google Maps)

## Na cultura popular
Em 2019, o acidente foi destaque no 6º episódio da 19ª temporada de Mayday Air Crash Investigation . O episódio é intitulado "Fatal Climb" (no Brasil "Acidente ou Assassinato") e estreou em 24 de janeiro de 2019.